# آپر اکستر (پنسیلوانیا)
آپر اکستر (به انگلیسی: Upper Exeter) یک منطقهٔ مسکونی در ایالات متحده آمریکا است که در شهرستان لوزرن، پنسیلوانیا واقع شده‌است. آپر اکستر ۵٫۳ کیلومتر مربع مساحت و ۷۰۷ نفر جمعیت دارد.